# Айналы Кавак
Айналы́ Кава́к (тур. Aynalıkavak Kasrı) — бывший летний дворцовый комплекс османского султана, расположен на северном побережье бухты Золотой Рог в стамбульском квартале Хаскёй (тур. Hasköy), в районе Бейоглу (тур. Beyoğlu).
Считается, что строительство комплекса началось в правление султана Ахмеда I (1603—1617), в последующее время он многократно перестраивался и достраивался.
Первоначально занимал часть побережья бухты и лесистых холмов между районами Касимпаша (тур. Kasimpasa) и Хаскёй и представлял собой часть парка Терзане Хасбахче (тур. Tersane Hasbahce, «Сады верфи»), названного так в честь многочисленных судостроительных верфей, расположенных в этом районе.
В настоящее время бывшая территория комплекса плотно застроена, а из нескольких павильонов остался лишь один, находящийся в ведении Департамента национальных дворцов Турции.

## История
Считается, что первая постройка была завершена в 1613 году, в правление султана Ахмеда I. Именно он построил здесь изысканный павильон, окружённый благоухающим садом, а также апартаменты для своего гарема и хозяйственные сооружения.
При султане Ибрагиме I (1640—1648) дворец был расширен и достроен. При Мехмеде IV (1648—1687) в 1677 году дворец сгорел и был заново отстроен. Со временем добавились новые постройки, и дворцовый комплекс получил название Терзане.
В XVIII веке, в период расцвета дворца, он включал в себя апартаменты султана, гарем, покои главного евнуха и дворцовых преподавателей, сокровищницу и оружейное хранилище, молитвенный зал, бараки дворцовой стражи и комнаты прислуги. В комплекс дворца входили также многочисленные парковые павильоны, купальни, бассейны, мечети и даже аквариум.
В 1718 году при султане Ахмеде III в новом павильоне появились подаренные венецианскими купцами драгоценные зеркала необычайной высоты, которыми украсили различные залы и комнаты дворца Терсане. Благодаря этому за дворцом закрепилось и другое название: Айналы Кавак Сарай (тур. Aynalı kavak saray), что переводится как Дворец зеркальных тополей. Архитектурный стиль и убранство павильона сделали его редким и выдающимся образцом классической османской архитектуры.
В конце XVIII века, во время правления султана Абдул Хамида, дворец, находившийся в полуразрушенном состоянии, был отреставрирован великим визирем Коджа Юсуф-пашой. Последним правителем, проводившим здесь время, стал Селим III, который в нём сочинял свою музыку. Однако же именно при нём большинство дворцовых павильонов было снесено для расширения и модернизации верфей. В конце XIX века дворец использовался преимущественно для приёма иностранных делегаций.

## Галерея

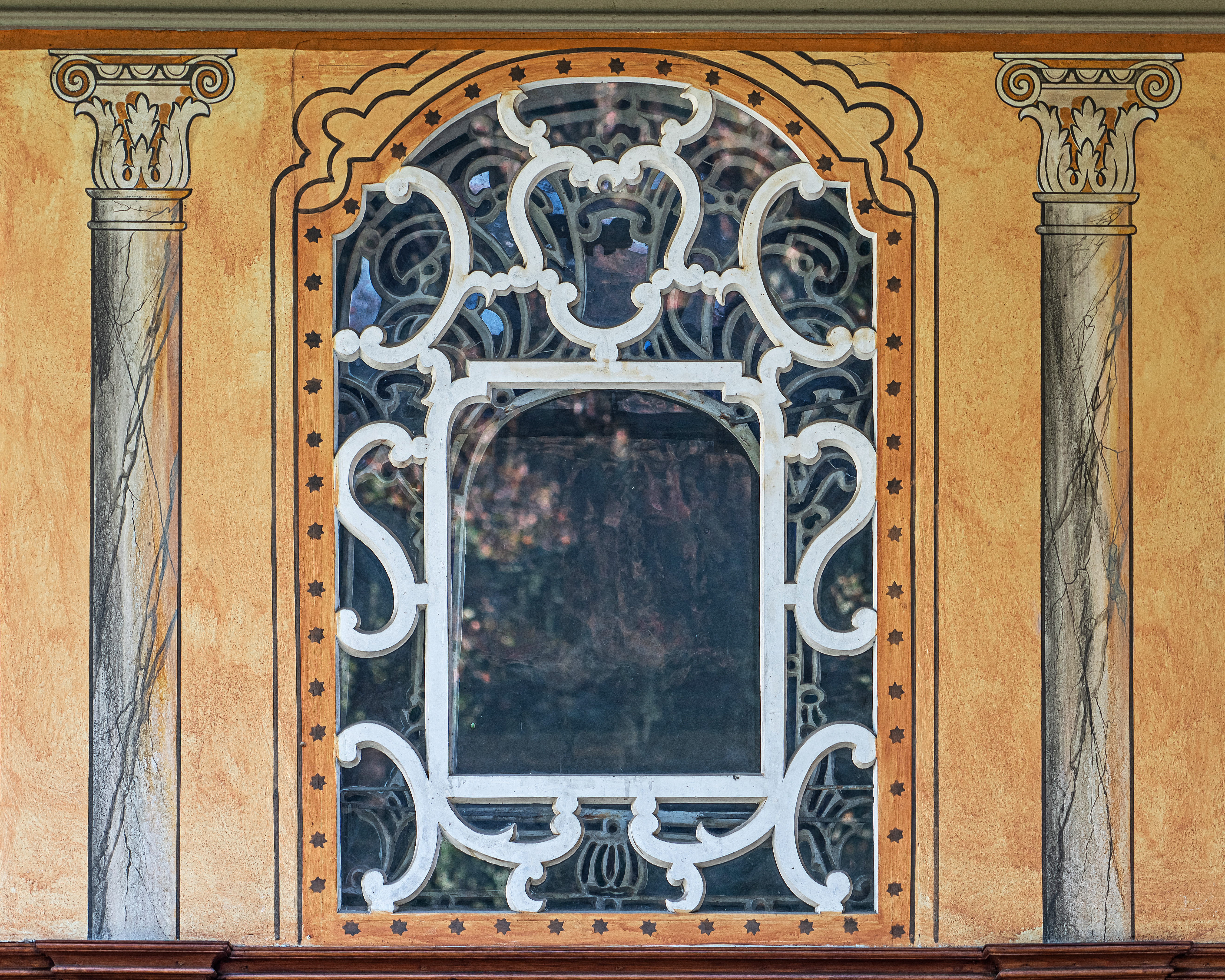
Фрагмент окна
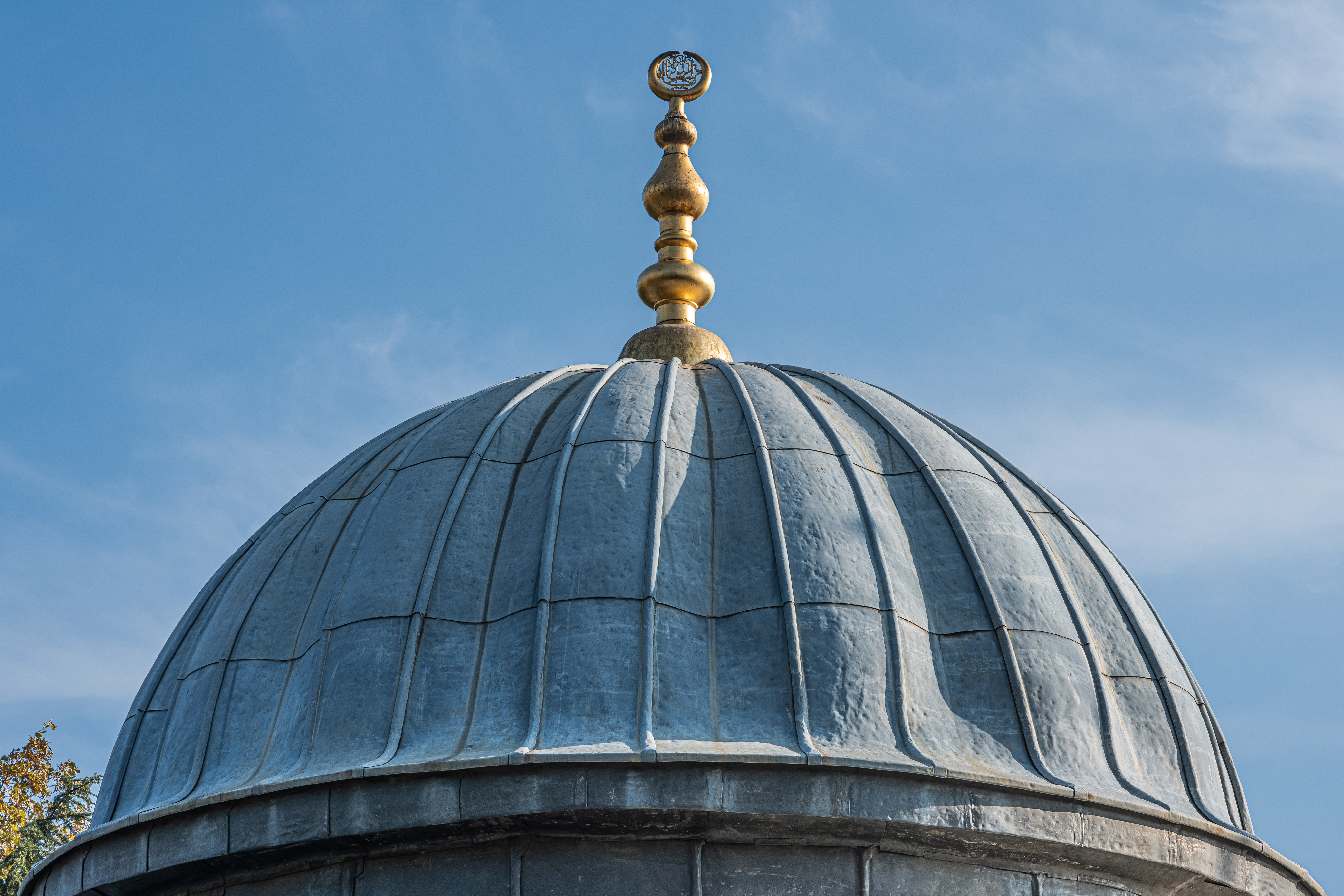
Купол снаружи
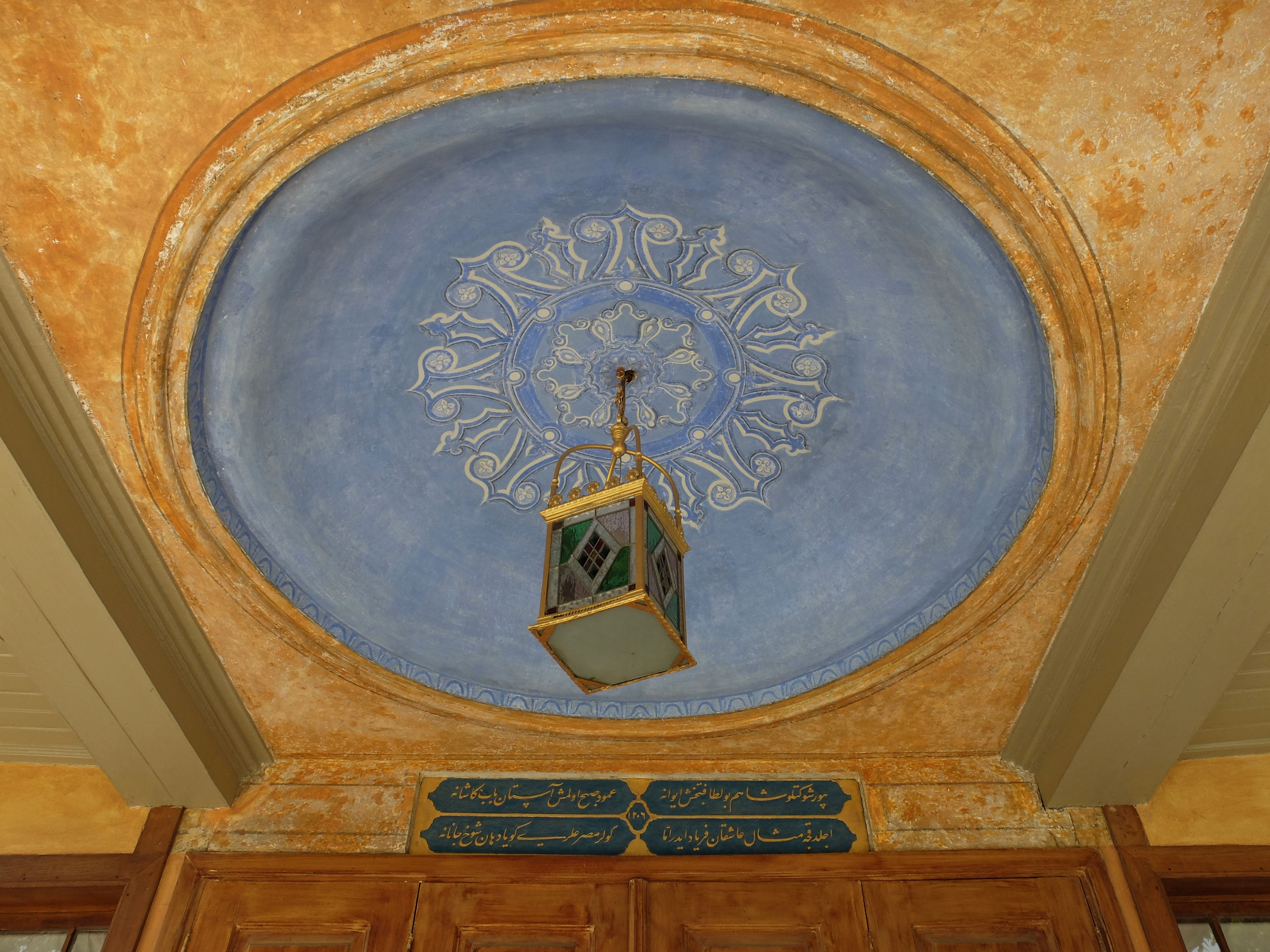
Купол изнутри